# Chiesa di San Gottardo (Ubiale Clanezzo)
La chiesa di San Gottardo Vescovo è la parrocchiale di Clanezzo, frazione di Ubiale Clanezzo, in provincia e diocesi di Bergamo, e fa parte del vicariato di Almenno-Ponteranica-Villa d'Almè. L'antica chiesa era stata elevata a parrocchia solo nel 1707 dal vescovo Luigi Ruzzini per ottemperare al desiderio del nobile Leopardo del fu Francesco Leopardo Martinengo

## Storia
L'antica chiesa dedicata a san Gottardo di Hildesheim vescovo, fu edificata in prossimità dell'antico castello. Fu elevata a parrocchiale dall'allora vescovo della curia di Bergamo Luigi Ruzzini nel 1707 per volontà di Leopardo del fu Francesco Leopardo Martinengo, che si riservò il diritto di nominare i rettori del capitolo della chiesa. Nel medesimo secolo la chiesa fu ampliata e restaurata. Dagli atti della visita pastorale del 13 settembre 1779 del vescovo Giovanni Paolo Dolfin, si evince che vi era un solo sacerdote pagato dalla comunità coadiuvato da un cappellano.
L'edificio ebbe bisogno di nuovi lavori di mantenimento nel 1881, durante questi lavori furono rinvenute antiche sepolture: risultavano inserite in loculi quadrati e sigillati da tegoloni contenenti oggetti di terracotta e ossa che avevano subito un lavoro di calcinatura per la loro conservazione.
La chiesa fu oggetto di consacrazione da parte del vescovo Gaetano Camillo Guindani nel 1884.

## Descrizione

### Esterno
La chiesa fu edificata presso l'antico castello della frazione di Clanezzo con il classico orientamento con abside a est. L'edificio è preceduto dal sagrato con pavimentazione in pietra.
La facciata tripartita da lesene complete di alto basamento in pietra e di capitelli corinzi che sorreggono la trabeazione e il successivo cornicione. La facciata termina con il timpano a tutto sesto, che presenta nella parte centrale la scritta: DOM S: GOTTARDO VESCOVO.
Nella parte inferiore centrale della facciata, vi è il portale con cornicione in pietra terminante con il timpano spezzato, dove è posto lo stemma vescovile. Nella parte superiore vi è una finestra rettangolare atta a illuminare la sala interna.

### Interno
L'aula a navata unica, si sviluppa su tre campate divise da lesene stuccate e lucide che sorreggono la volta a botte.
Nell'altare posto nella prima campata a sinistra si conserva il dipinto Sant'Antonio di Padova, e corrispondente quello Gesù nell'orto dei Getsemani. La statua di santa Barbara è posta sopra la porta del ripostiglio e l'apertura laterale di destra quella di san Luigi Gonzaga. 
Gli altari successivi sono dedicati alla Madonna , con la tela raffigurante la Vergine col Bambino, mentre a destra la tela raffigurante San Luigi.
La navata termina con la zona presbiteriale accessibile da un gradino con copertura a tazza circolare. Il coro ligneo completa la zona dell'abside. La grande pala opera del 1805 di Gioacchino Manzoni raffigura i santi Gottardo e Antonio. La nuova mensa in pietra posta ottemperanza delle direttive conciliari fu collocata a nei primi anni del Novecento.